# Тихий Бор
Тихий Бор (рос. Тихий Бор) — присілок в Куньїнському районі Псковської області Російської Федерації.
Населення становить 7 осіб. Входить до складу муніципального утворення Жижицька волость.

## Історія
Від 2015 року входить до складу муніципального утворення Жижицька волость.

## Населення
| 2001 | 2002 | 2010 |
| ---- | ---- | ---- |
| 5    | ↗7   | →7   |